# El Cuiche
El Cuiche är en ort i Mexiko.   Den ligger i kommunen Ciudad Valles och delstaten San Luis Potosí, i den centrala delen av landet, 270 km norr om huvudstaden Mexico City. El Cuiche ligger 49 meter över havet och antalet invånare är 308.
Terrängen runt El Cuiche är platt. Runt El Cuiche är det ganska glesbefolkat, med 48 invånare per kvadratkilometer. Närmaste större samhälle är Ciudad Valles, 16,7 km norr om El Cuiche. Omgivningarna runt El Cuiche är en mosaik av jordbruksmark och naturlig växtlighet.